# Яванский тигр
Яванский тигр — популяция подвида тигра Panthera tigris sondaica, обитавшая на индонезийском острове Ява. Вымерла предположительно в 1980-е годы из-за охоты и разрушения среды обитания. Первые предпосылки к вымиранию популяции возникли начиная с 1950-х годов, когда количество тигров на Яве сократилось до 25 особей. Последнего яванского тигра видели в природе в 1979 году. Достоверность существования сегодня небольшой популяции тигров на Яве не подтверждена.

## Внешний вид
Яванские тигры — одни из самых мелких тигров. Самцы весили от 100 кг до 170 кг, при средней длине тела 245 см. Самки весили от 75 кг до 120 кг, в длину были меньше самцов.

## Вымирание
Уже в 1950-е годы на Яве оставалось 20—25 особей яванского тигра. Половина из них обитала на заповедной территории Ujong Kulon Wіldlіfe Reserve. В 1960-х годах все наблюдения тигров в дикой природе были сделаны исключительно на территории Ujong Kulon Wіldlіfe Reserve и в национальном парке Балуран. К 1972 году численность яванских тигров сократилось до семи особей, обитавших на территории Meru Betіrі Forest Reserve, и, возможно, ещё пять особей обитали на других заповедных территориях. В 1979 году оставалось лишь три особи. Точное время вымирания популяции остаётся неизвестным, вероятно, оно произошло в середине 1980-х годов.

## Яванский тигр сегодня
Сегодня появляются отдельные случайные сообщения о выявлении нескольких тигров в восточной части острова Ява, где 30 % площадей покрыты девственным лесом. Выдвигается предположение, что все «тигры», которых видели очевидцы, могут являться леопардами, которые издали похожи на тигров. Однако ряд исследователей опровергают его.
В ноябре 2008 года тело неопознанной женщины (скорее всего путешественницы) было найдено в Национальном парке Мербабу. Причиной её смерти значится нападение тигра. Сельские жители, которые нашли тело, говорят, будто бы видели тигра поблизости.
Другая недавняя встреча с яванским тигром состоялась в округе Магетан, в восточной части острова Ява, в январе 2009 года. Несколько сельских жителей видели тигрицу с двумя тигрятами, которые проходили мимо их селения.
Национальный парк Meru Betіrі был специально создан в данном регионе для поиска возможных сохранившихся особей Яванского тигра. Сейчас существование данного парка находится под угрозой в связи с открытием месторождений золота на его территории. Три золотодобывающие компании хотят присвоить земли национального парка себе.